# Nicolas Tournat
Nicolas Tournat, född 5 april 1994, är en fransk handbollsspelare. Han är mittsexa och spelar för Vive Kielce och det franska landslaget.

## Utmärkelser
- Årets handbollsspelare i Frankrike – Bästa linjespelare,  2018
- Riddare av Hederslegionen,  8 september 2021[2]

[Redigera Wikidata]